# António Ferreira de Serpa
António Ferreira de Serpa (Horta, 13 de Junho de 1865 — Lisboa, 24 de Julho de 1939) foi um genealogista e historiador açoriano que publicou uma vasta obra sobre as famílias da ilha do Faial e sobre a historiografia das ilhas mais ocidentais do arquipélago dos Açores.

## Biografia
Tendo concluído os seus estudos preparatórios no Liceu da Horta, inscreveu-se no Curso Superior de Letras, em Lisboa, revelando-se um competente investigador de assuntos históricos e genealógicos.
Publicou diversos trabalhos polémicos, defendendo teses arrojadas e longe das opiniões geralmente aceites, tendo em particular ficado para a história o debate em torno da nacionalidade de Cristóvão Colombo, que seria, no seu entender, o madeirense Salvador Gonçalves Zarco.
Envolveu-se na fundação de diversas instituições, entre as quais a Sociedade de Propaganda de Portugal, a Liga de Defesa dos Interesses Públicos e a Academia Portuguesa de História e foi cônsul de algumas Repúblicas da América do Sul em Portugal, entre as quais a República do Equador, da qual foi cônsul-geral em Lisboa de 1898 a 1902. Pouco antes fora também cônsul-geral em Lisboa do Reino do Hawai, então independente.
Pertenceu a várias academias literárias e científicas estrangeiras e, como doutor em filosofia e letras, ao Instituto de Estudos Superiores de Palermo e à Universidade Hispano-Americana. Encontra-se colaboração da sua autoria na revista Serões  (1901-1911) e na Revista de Arqueologia  (1932-1938).
Faleceu em Lisboa, onde se fixara, no ano de 1939.
Possuía várias condecorações, entre elas o raro título hereditário de patrício da Sereníssima República de San Marino, e era detentor de uma rica biblioteca, tão importante que foi solicitada a sua incorporação na biblioteca da Academia Portuguesa de História, de que fora sócio fundador.

## Obras publicadas
António Ferreira de Serpa colaborou em múltiplos jornais e revistas, deixando uma vasta obra dispersa. Entre as suas obras mais representativas incluem-se:
- O general D. José Santos Zelaya, presidente da República de Nicarágua;
- Dados genealógicas e biographicos d'algumas famílias zagalenses, in Revista Portuguesa Colonial e Marítima (n.º 109, pp. 9–17), Lisboa, 1906;
- Ilha do Faial, porto franco e porto militar;
- Revolta dos flamengos;
- Martin Behaim, in Boletim da Sociedade de Geografia de Lisboa (pp. 297–307), Lisboa, 1904;
- Influência do Canal do Panamá no movimento dos portos portugueses;
- Dados Genealógicos e biográficos de algumas famílias fayalenses (2 vol.);
- Inéditos acerca das ilhas do Faial, Pico, Flores e Corvo;
- Armaria Hortense;
- O descobrimento dos Açores, Porto, 1926;
- Crónica d'el-rei D. Sebastião, Civilização, Porto, 1925;
- Os Flamengos na Ilha do Faial. A família Utra (Hurtere), Lisboa, 1929;
- Dois açorianos no governo interino in Arquivo da Universidade de Lisboa (vol. 4, pp. 113 e ss), Lisboa, 1917;
- A Colonização Estrangeira nos Açores Ocidentais, 1918;
- Camilo Castelo Branco no parlamento de 1885 e a sua ascendência Picoense;
- A Ilha do Corvo e a sua Estátua, A Águia, 3ª série, vol. VI (Abril-Junho), n.º 34-35-36, pp. 106-122, 1925;
- Salvador Gonçalves Zarco (Cristóbal Colón) - Os Livros de Dom Tivisco, Lisboa, 1930 (em co-autoria com G. R. Santos Ferreira);
- As Ilhas de S. Jorge e Graciosa, segundo a Descrição de Gaspar Frutuoso nas Saudades da Terra e de Frei Diogo das Chagas, no Espelho Cristalino, Boletim da Sociedade de Geografia de Lisboa (49) pp. 39–46, 81-96 e 308-324, Lisboa, 1931;
- Introdução e Anotações, in Dois Inéditos Acerca das Ilhas do Faial, Pico, Flores e Corvo: Saudades da Terra (Século XVI) por Gaspar Frutuoso e Espelho Cristalino em Jardim de Várias Flores (Século XVII) por Frei Diogo das Chagas, Coimbra, 1921;
- Dom Frei Alexandre da Sagrada Família, Bispo de Malaca e de Angra, Bispo eleito do Congo e de Angola, Governador deste Bispado, Tio e professor de Garrett in Anais das Bibliotecas e Arquivos, série II, vol.VII, Lisboa, 1926;
- A Ilha do Pico e a Tuberculose: Carta aberta a Sua Majestade a Rainha D. Amélia, Lisboa, Oficina Typographica, 1905;
- Suum Quique. Um soneto a Camões por Gaspar Gonçalves, médico na Vila de Ribeira Grande, Judeus na mesma Ilha, ou o impedimento para que se não publique a obra Saudades da Terra, do dr. Gaspar Frutuoso, conforme o original indevidamente em poder de particulares, Civilização, Porto, 1925.